# 모턴 굴드
모턴 굴드(Morton Gould, 1913년 12월 10일 ~ 1996년 2월 21일)는 미국의 작곡가, 지휘자, 피아니스트이다.
뉴욕에서 태어났다. 어릴 때부터 피아노에 뛰어난 재능을 보였다. 뉴욕 대학에서 정식으로 음악이론을 배웠으며, 피아노와 작곡을 배웠다. 1933년 WOK방송국의 지휘자가 되었다. 그 후 CBS방송국의 음악프로의 지휘자로서 활약하였으며 세미클래식 분야의 지휘자이다. 1934년부터는 오케스트라를 지휘하여 방송에 활약, 널리 그 이름을 떨쳤다. 그의 레퍼토리는 클래식에서 중간음악의 전체에 걸쳐 있으며, 라틴, 마치, 스피리추얼 등을 망라하여 폭넓은 작곡·편곡을 하였다. 코스텔라네츠와 함께 미국의 팝스 오케스트라를 대표하는 한 사람이다.